# Persone di nome Pavel
| Questa pagina contiene informazioni ricavate automaticamente dalle voci biografiche con l'ausilio del template Bio e di un bot. L'aggiornamento è periodico e automatico e ricostruisce completamente la pagina. Se manca una persona in questa lista, sei pregato di non aggiungerla, ma accertati piuttosto che la sua voce biografica contenga il template Bio e che i dati anagrafici siano correttamente compilati. Se il template Bio manca, inseriscilo tu stesso o, in alternativa, metti l'avviso {{tmp\|Bio}} che ne segnala la mancanza. Se i dati riportati sono sbagliati, correggi direttamente la voce biografica; le modifiche saranno visibili in questa lista entro pochi giorni. Per chiarimenti vedi il progetto antroponimi. La lista contiene solo le 336 persone che sono citate nell'enciclopedia e per le quali è stato implementato correttamente il template Bio. Pagina aggiornata al 6 ago 2025. |

Questa è una lista di persone presenti nell'enciclopedia che hanno il nome Pavel, suddivise per attività principale.

## Allenatori di calcio(10)
- Pavel Dočev, allenatore di calcio e ex calciatore bulgaro (Sofia, n. 1965)
- Pavel Hapal, allenatore di calcio e ex calciatore ceco (Kroměříž, n. 1969)
- Pavel Hoftych, allenatore di calcio, dirigente sportivo e ex calciatore ceco (Ústí nad Labem, n. 1967)
- Pavel Kuka, allenatore di calcio e ex calciatore ceco (Praga, n. 1968)
- Pavel Medynský, allenatore di calcio ceco (Praga, n. 1964)
- Pavel Novotný, allenatore di calcio e ex calciatore ceco (Kroměříž, n. 1973)
- Pavel Panov, allenatore di calcio e calciatore bulgaro (Sofia, n. 1950 - † 2018)
- Pavel Řehák, allenatore di calcio e ex calciatore ceco (Praga, n. 1963)
- Pavel Sadyrin, allenatore di calcio e calciatore sovietico (Perm', n. 1942 - Mosca, † 2001)
- Pavel Vrba, allenatore di calcio e ex calciatore ceco (Přerov, n. 1963)

## Allenatori di calcio a 5(1)
- Pavel Čistopolov, allenatore di calcio a 5 e ex giocatore di calcio a 5 russo (Berëzovskij, n. 1984)

## Allenatori di hockey su ghiaccio(2)
- Pavel Kaučič, allenatore di hockey su ghiaccio sloveno (Lubiana, n. 1957)
- Pavel Patera, allenatore di hockey su ghiaccio e ex hockeista su ghiaccio ceco (Kladno, n. 1971)

## Allenatori di pallacanestro(2)
- Pavel Ermolinskij, allenatore di pallacanestro e ex cestista ucraino (Kiev, n. 1987)
- Pavel Petera, allenatore di pallacanestro cecoslovacco (Praga, n. 1942 - Praga, † 2013)

## Allenatori di pallavolo(1)
- Pavel Pimienta, allenatore di pallavolo e ex pallavolista cubano (Nuevitas, n. 1976)

## Altisti(1)
- Pavel Selivërstaŭ, altista bielorusso (n. 1996)

## Ammiragli(2)
- Pavel Stepanovič Nachimov, ammiraglio russo (Chmelita, n. 1802 - Sebastopoli, † 1855)
- Pavel Petrovič Ukhtomskij, ammiraglio russo (Kartashevo, n. 1848 - San Pietroburgo, † 1910)

## Arbitri di calcio(3)
- Pavel Cristian Balaj, ex arbitro di calcio rumeno (Baia Mare, n. 1971)
- Pavel Kazakov, arbitro di calcio sovietico (Mosca, n. 1928 - Mosca, † 2012)
- Pavel Královec, ex arbitro di calcio ceco (Domažlice, n. 1977)

## Architetti(1)
- Pavel Janák, architetto ceco (Praga, n. 1882 - Praga, † 1956)

## Artisti(2)
- Pavel Otdel'nov, artista russo (Dzeržinsk, n. 1979)
- Pavel 183, artista russo (n. 1983 - † 2013)

## Assassini(1)
- Pavel Timofeevič Gorgulov, assassino russo (Labinsk, n. 1895 - Parigi, † 1932)

## Astisti(1)
- Pavel Gerasimov, ex astista russo (Aleksin, n. 1979)

## Attivisti(2)
- Pavel Birjukov, attivista e editore russo (n. 1860 - † 1931)
- Pavel Vasil'evič Ksenofontov, attivista, rivoluzionario e politico russo (Zapadno-Changalasskij ulus, n. 1890 - Jakuzia, † 1928)

## Attori(4)
- Pavel Birjukov, attore russo
- Pavel Boriskin, attore sovietico (n. 1953 - † 2021)
- Pavel Petrovič Kadočnikov, attore e regista sovietico (Pietrogrado, n. 1915 - Leningrado, † 1988)
- Pavel Nový, attore ceco (Plzeň, n. 1948)

## Attori pornografici(1)
- Pavel Novotný, ex attore pornografico ceco (Praga, n. 1977)

## Attori teatrali(1)
- Pavel Stepanovič Močalov, attore teatrale russo (Mosca, n. 1800 - Mosca, † 1848)

## Aviatori(2)
- Pavel Georgievič Golovin, aviatore sovietico (Naro-Fominsk, n. 1909 - Mosca, † 1940)
- Pavel Vasil'evič Ryčagov, aviatore sovietico (Mosca, n. 1911 - Samara, † 1941)

## Biatleti(4)
- Pavel Muslimov, ex biatleta russo (Ufa, n. 1967)
- Pavel Ploc, biatleta cecoslovacco (Pardubice, n. 1943 - † 2024)
- Pavel Rostovcev, ex biatleta russo (Gus'-Chrustal'nyj, n. 1971)
- Pavel Vavilov, ex biatleta russo (Tjumen', n. 1972)

## Canoisti(1)
- Pavel Charin, canoista sovietico (Leningrado, n. 1927 - † 2023)

## Canottieri(1)
- Pavel Schmidt, canottiere cecoslovacco (Bratislava, n. 1930 - Evilard, † 2001)

## Cantanti(3)
- Kravc, cantante e rapper russo (Tula, n. 1986)
- Pasha Parfeni, cantante moldavo (Orhei, n. 1986)
- Pavel Stratan, cantante moldavo (Nișcani, n. 1970)

## Cestisti(21)
- Pavel Antipov, cestista russo (Kazan', n. 1991)
- Pavel Bečka, ex cestista ceco (Ústí nad Labem, n. 1970)
- Pavel Beneš, ex cestista e allenatore di pallacanestro ceco (Brno, n. 1975)
- Pavel Bosák, ex cestista ceco (Aš, n. 1982)
- Pavel Budínský, ex cestista e allenatore di pallacanestro ceco (Jičín, n. 1974)
- Pavel Englický, cestista ceco (Písek, n. 1983)
- Pavel Frána, ex cestista ceco (Plzeň, n. 1977)
- Pavel Gromyko, cestista russo (Mosca, n. 1989)
- Pavel Grunt, cestista ceco (Roudnice nad Labem, n. 1994)
- Pavel Houška, ex cestista ceco (Ústí nad Labem, n. 1984)
- Pavel Ivanov, ex cestista bulgaro (Tutrakan, n. 1988)
- Pavel Korobkov, ex cestista e allenatore di pallacanestro russo (Gulistan, n. 1990)
- Pavel Marinov, cestista bulgaro (Sofia, n. 1988)
- Pavel Nerad, cestista cecoslovacco (n. 1920 - Praga, † 1976)
- Pavel Novotný, ex cestista ceco (Praga, n. 1979)
- Pavel Pekárek, ex cestista e allenatore di pallacanestro cecoslovacco (Ústí nad Labem, n. 1946)
- Pavel Podkol'zin, ex cestista russo (Novosibirsk, n. 1985)
- Pavel Pumprla, cestista ceco (Zábřeh, n. 1986)
- Pavel Sergeev, cestista russo (Leningrado, n. 1987)
- Pavel Slezák, cestista ceco (Brno, n. 1984)
- Pavel Visner, cestista rumeno († 2021)

## Ciclisti su strada(7)
- Pavel Bittner, ciclista su strada e ciclocrossista ceco (Olomouc, n. 2002)
- Pavel Brutt, ex ciclista su strada russo (Sosnovyj Bor, n. 1982)
- Pavel Kočetkov, ex ciclista su strada russo (Kamensk-Ural'skij, n. 1986)
- Pavel Novák, ciclista su strada e pistard ceco (Jindřichův Hradec, n. 2004)
- Pavel Padrnos, ex ciclista su strada ceco (Třebíč, n. 1970)
- Pavel Sivakov, ciclista su strada russo (San Donà di Piave, n. 1997)
- Pavel Tonkov, ex ciclista su strada russo (Iževsk, n. 1969)

## Clarinettisti(1)
- Pavel Smetáček, clarinettista, sassofonista e compositore ceco (Praga, n. 1940 - † 2022)

## Collezionisti d'arte(1)
- Pavel Michajlovič Tret'jakov, collezionista d'arte, imprenditore e gallerista russo (Mosca, n. 1832 - Mosca, † 1898)

## Combinatisti nordici(1)
- Pavel Churavý, ex combinatista nordico ceco (Liberec, n. 1977)

## Compositori(3)
- Pavel Haas, compositore ceco (Brno, n. 1899 - Auschwitz, † 1944)
- Pavel Josef Vejvanovský, compositore e trombettista ceco (Hukvaldy - Kroměříž, † 1693)
- Pavel Vranický, compositore e violinista ceco (Nová Říše, n. 1756 - Vienna, † 1808)

## Cosmonauti(3)
- Pavel Ivanovič Beljaev, cosmonauta sovietico (Čeliščevo, n. 1925 - Mosca, † 1970)
- Pavel Romanovič Popovič, cosmonauta sovietico (Uzyn, n. 1930 - Gurzuf, † 2009)
- Pavel Vladimirovič Vinogradov, cosmonauta russo (Magadan, n. 1953)

## Critici letterari(1)
- Pavel Vasil'evič Annenkov, critico letterario e storico russo (Mosca, n. 1812 - Dresda, † 1887)

## Danzatori su ghiaccio(1)
- Pavel Roman, danzatore su ghiaccio cecoslovacco (Olomouc, n. 1943 - † 1972)

## Diplomatici(1)
- Paul d'Oubril, diplomatico russo (n. 1818 - Napoli, † 1896)

## Dirigenti sportivi(1)
- Pavel Nedvěd, dirigente sportivo e ex calciatore ceco (Cheb, n. 1972)

## Filosofi(2)
- Pavel Nikolaevič Evdokimov, filosofo e teologo russo (San Pietroburgo, n. 1901 - Meudon, † 1970)
- Pavel Aleksandrovič Florenskij, filosofo, matematico e presbitero russo (Evlach, n. 1882 - Leningrado, † 1937)

## Fisici(1)
- Pavel Alekseevič Čerenkov, fisico sovietico (Novaja Čigla, n. 1904 - Mosca, † 1990)

## Fondisti(2)
- Pavel Benc, ex fondista cecoslovacco (Jablonec nad Nisou, n. 1963)
- Pavel Kolčin, fondista sovietico (Jaroslavl', n. 1930 - Otepää, † 2010)

## Generali(22)
- Pavel Fëdorovič Batickij, generale sovietico (Char'kov, n. 1910 - Mosca, † 1984)
- Pavel Ivanovič Batov, generale e politico sovietico (Felisovo, n. 1897 - Mosca, † 1985)
- Pavel Rafailovič Bermondt-Avalov, generale e scrittore russo (Tbilisi, n. 1877 - New York, † 1974)
- Pavel Vasil'evič Čičagov, generale e ammiraglio russo (San Pietroburgo, n. 1767 - Parigi, † 1849)
- Pavel Christoforovič Grabbe, generale russo (Kexholm, n. 1789 - Timčicha, † 1875)
- Pavel Gračëv, generale russo (Oblast' di Tula, n. 1948 - Mosca, † 2012)
- Pavel Dmitrievič Kiselëv, generale russo (Mosca, n. 1788 - Parigi, † 1872)
- Pavel Klimenko, generale russo (Ozek-Suat, n. 1977 - Donec'k, † 2024)
- Pavel Alekseevič Kuročkin, generale sovietico (Vjazemskij rajon, n. 1900 - Mosca, † 1989)
- Pavel Stepanovič Kutachov, generale e politico sovietico (Matveevo-Kurganskij rajon, n. 1914 - Mosca, † 1984)
- Pavel Petrovič Liprandi, generale russo (Russia, n. 1796 - San Pietroburgo, † 1864)
- Pavel L'vovič Lobko, generale russo (San Pietroburgo, n. 1838 - San Pietroburgo, † 1905)
- Pavel Dmitrievič Mansurov, generale e principe russo (Mosca, n. 1726 - San Pietroburgo, † 1801)
- Pavel Ivanovič Miščenko, generale russo (Temir-Khan-Shura, n. 1853 - Temir-Khan-Shura, † 1918)
- Pavel Petrovič Palen, generale russo (n. 1775 - † 1834)
- Pavel Karlovič Lange, generale russo (n. 1846 - † 1917)
- Pavel Pavlovič Polubojarov, generale sovietico (Tula, n. 1901 - Mosca, † 1984)
- Pavel Sergeevič Potëmkin, generale russo (San Pietroburgo, n. 1743 - San Pietroburgo, † 1796)
- Pavel Alekseevič Rotmistrov, generale e politico sovietico (Skovorovo, n. 1901 - Mosca, † 1982)
- Pavel Semënovič Rybalko, generale sovietico (Lebedin, n. 1894 - Mosca, † 1948)
- Pavel Sudoplatov, generale e agente segreto sovietico (Melitopol', n. 1907 - Mosca, † 1996)
- Pavel Aleksandrovič Urusov, generale russo (n. 1807 - San Pietroburgo, † 1886)

## Giavellottisti(1)
- Pavel Mjaleška, giavellottista bielorusso (Slonim, n. 1992)

## Ginnasti(1)
- Pavel Stolbov, ginnasta sovietico (Chrustal'nyj, n. 1929 - Mosca, † 2011)

## Giocatori di calcio a 5(3)
- Pavel Shakirov, giocatore di calcio a 5 kazako (n. 1988)
- Pavel Sučilin, giocatore di calcio a 5 russo (n. 1985)
- Pavel Taku, ex giocatore di calcio a 5 kazako (n. 1988)

## Giocatori di football americano(1)
- Pavel Prokop, giocatore di football americano ceco

## Giornalisti(2)
- Pavel Pavlovič Bobrov, giornalista, compositore di scacchi e damista russo (Rjazan', n. 1862 - Mosca, † 1911)
- Pavel Šaramet, giornalista bielorusso (Minsk, n. 1971 - Kiev, † 2016)

## Hockeisti su ghiaccio(9)
- Pavel Bure, ex hockeista su ghiaccio sovietico (Mosca, n. 1971)
- Pavel Dacjuk, hockeista su ghiaccio russo (Ekaterinburg, n. 1978)
- Pavel Francouz, hockeista su ghiaccio ceco (Plzeň, n. 1990)
- Pavel Kubina, ex hockeista su ghiaccio ceco (Čeladná, n. 1977)
- Pavel Mintjukov, hockeista su ghiaccio russo (Mosca, n. 2003)
- Pavel Richter, ex hockeista su ghiaccio ceco (Praga, n. 1954)
- Pavel Rosa, ex hockeista su ghiaccio ceco (Most, n. 1977)
- Pavel Snurnicyn, hockeista su ghiaccio russo (Jaroslavl', n. 1992 - Jaroslavl', † 2011)
- Pavel Trachanov, hockeista su ghiaccio russo (Mosca, n. 1978 - Jaroslavl', † 2011)

## Imprenditori(2)
- Pavel Antov, imprenditore e politico russo (Voskresensk, n. 1957 - Rayagada, † 2022)
- Pavel Durov, imprenditore russo (Leningrado, n. 1984)

## Ingegneri(4)
- Pavel Vladimirovič Cybin, ingegnere sovietico (n. 1906 - † 1992)
- Pavel Pavel, ingegnere e archeologo ceco (Strakonice, n. 1957)
- Pavel Aleksandrovič Solov'ëv, ingegnere sovietico (Alechino, n. 1917 - Perm', † 1996)
- Pavel Osipovič Suchoj, ingegnere aeronautico sovietico (Glubokoe, n. 1895 - Mosca, † 1975)

## Insegnanti(1)
- Pavel Bezchasny, docente e religioso russo (Dnepropetrovsk, n. 1967 - Pskov, † 2017)

## Karateka(1)
- Pavel Artamonov, karateka estone (n. 1996)

## Lottatori(2)
- Pavel Pavlov, ex lottatore bulgaro (Kostinbrod, n. 1953)
- Pavel Pinigin, ex lottatore sovietico (n. 1953)

## Maratoneti(1)
- Pavel Loskutov, ex maratoneta estone (Valka, n. 1969)

## Martellisti(1)
- Pavel Barėjša, martellista bielorusso (Hrodna, n. 1991)

## Matematici(2)
- Pavel Sergeevič Aleksandrov, matematico sovietico (Noginsk, n. 1896 - Mosca, † 1982)
- Pavel Samuilovič Uryson, matematico russo (Odessa, n. 1898 - Batz-sur-Mer, † 1924)

## Medici(1)
- Pavel Fantl, medico ceco (Praga, n. 1903 - Hirschberg, † 1945)

## Militari(5)
- Pavel Vladimirovič Argeev, ufficiale russo (Jalta, n. 1887 - Trutnov, † 1922)
- Pavel Alekseevič Golicyn, ufficiale russo (n. 1782 - † 1848)
- Pavel Adamovič Pleve, militare russo (n. 1850 - Mosca, † 1916)
- Pavel Nikolaevič Rak, militare sovietico (Karpilovka, n. 1910 - Barysaŭ, † 1944)
- Pavel Andreevič Šuvalov, ufficiale russo (n. 1776 - San Pietroburgo, † 1823)

## Multiplisti(1)
- Pavel Andreev, ex multiplista uzbeko (Tashkent, n. 1978)

## Nobili(6)
- Paolo II Demidoff, nobile e imprenditore russo (Francoforte sul Meno, n. 1839 - Firenze, † 1885)
- Pavel Pavlovič Korf, nobile russo (Velikij Novgorod, n. 1845 - Francoforte sul Meno, † 1935)
- Pavel Ivanovič Kutajsov, nobile e politico russo (n. 1780 - † 1840)
- Pavel Pavlovič Šuvalov, nobile e ufficiale russo (n. 1859 - Mosca, † 1905)
- Pavel Aleksandrovič Romanov, nobile russo (San Pietroburgo, n. 1860 - Pietrogrado, † 1919)
- Pavel Aleksandrovič Stroganov, nobile e ufficiale russo (Parigi, n. 1772 - Copenaghen, † 1817)

## Nuotatori(2)
- Pavel Samusenko, nuotatore russo (Poljarnye Zori, n. 2001)
- Pavel Sankovič, nuotatore bielorusso (Hrodna, n. 1990)

## Operai(1)
- Pavel Hlava, operaio ceco (Brno, n. 1963)

## Pallamanisti(1)
- Pavel At'man, pallamanista russo (n. 1987)

## Pallanuotisti(1)
- Pavel Chalturin, pallanuotista russo (Volgograd, n. 1983)

## Pallavolisti(6)
- Pavel Abramov, ex pallavolista russo (Mosca, n. 1979)
- Pavel Bartík, pallavolista slovacco (Zvolen, n. 1981)
- Pavel Kruglov, pallavolista russo (Mosca, n. 1985)
- Pavel Moroz, pallavolista russo (Mosca, n. 1987)
- Pavel Pankov, pallavolista russo (Mosca, n. 1995)
- Pavel Schenk, ex pallavolista cecoslovacco (Borotín, n. 1941)

## Patriarchi cattolici(1)
- Pavel Huyn, patriarca cattolico e arcivescovo cattolico ceco (Brno, n. 1868 - Bolzano, † 1946)

## Pattinatori di short track(1)
- Pavel Sitnikov, pattinatore di short track russo (Omsk, n. 1998)

## Pattinatori di velocità su ghiaccio(1)
- Pavel Kuližnikov, pattinatore di velocità su ghiaccio russo (Vorkuta, n. 1994)

## Pentatleti(4)
- Pavel Ilyashenko, pentatleta kazako (Ufa, n. 1991)
- Pavel Lednëv, pentatleta sovietico (Nižnij Novgorod, n. 1943 - Mosca, † 2010)
- Pavel Rakitjanskij, pentatleta sovietico (Krasnodar, n. 1928 - Krasnodar, † 1992)
- Pavel Sazonov, pentatleta russo (n. 1982)

## Pesisti(3)
- Pavel Čumačenko, ex pesista russo (n. 1971)
- Pavel Lyžyn, ex pesista e discobolo bielorusso (Brjansk, n. 1981)
- Pavel Sof'in, ex pesista russo (Mosca, n. 1981)

## Pianisti(3)
- Pavel Gililov, pianista ucraino (Doneck, n. 1950)
- Pavel Gintov, pianista ucraino (Kiev, n. 1984)
- Pavel Kušnir, pianista, scrittore e attivista russo (Tambov, n. 1984 - Birobidzhan, † 2024)

## Pittori(6)
- Pavel Petrovič Čistjakov, pittore russo (Oblast' di Tver', n. 1832 - Puškin, † 1919)
- Pavel Filonov, pittore e poeta russo (Mosca, n. 1883 - Mosca, † 1941)
- Pavel Varfolomeevič Kuznecov, pittore, scenografo e grafico russo (Saratov, n. 1878 - Mosca, † 1968)
- Pavel Nikonov, pittore, grafico e insegnante russo (Mosca, n. 1930)
- Pavel Svedomskij, pittore russo (San Pietroburgo, n. 1849 - Roma, † 1904)
- Pavel Fëdorovič Čeliščev, pittore, costumista e scenografo russo (Dubrovka, n. 1898 - Grottaferrata, † 1957)

## Poeti(4)
- Pavel Grigor'evič Antokolskij, poeta russo (San Pietroburgo, n. 1896 - † 1978)
- Pavel Golia, poeta e drammaturgo sloveno (Trebnje, n. 1887 - Lubiana, † 1959)
- Pavel Aleksandrovič Katenin, poeta, drammaturgo e critico letterario russo (n. 1792 - † 1853)
- Pavel Davidovič Kogan, poeta russo (Kiev, n. 1918 - Novorossijsk, † 1942)

## Politici(16)
- Pavel Filip, politico moldavo (Pănășești, n. 1966)
- Pavel Grudinin, politico e imprenditore russo (Mosca, n. 1960)
- Pavel Gubarev, politico e militare ucraino (Sjevjerodonec'k, n. 1983)
- Pavel Ivanovič Jagužinskij, politico, diplomatico e nobile russo (Lituania, n. 1683 - San Pietroburgo, † 1736)
- Pavel Kolobkov, politico e ex schermidore russo (Mosca, n. 1969)
- Pavel Ippolitovič Kutajsov, politico e generale russo (n. 1837 - Ekaterinodar, † 1911)
- Pavel Latuška, politico bielorusso (Minsk, n. 1973)
- Pavel Nikolaevič Miljukov, politico e storico russo (Mosca, n. 1858 - Aix-les-Bains, † 1943)
- Pavel Telička, politico ceco (Washington, n. 1965)
- Pavel Ploc, politico e saltatore con gli sci ceco (Jilemnice, n. 1964)
- Pavel Petrovič Postyšev, politico sovietico (Ivanovo, n. 1887 - Kujbyšev, † 1939)
- Pavel Prokudin, politico moldavo (n. 1966)
- Pavel Petrovič Ščerbatov, politico russo (n. 1762 - San Pietroburgo, † 1831)
- Pavel Andreevič Šuvalov, politico e generale russo (Lipsia, n. 1830 - Jalta, † 1908)
- Pavel Svoboda, politico ceco (Praga, n. 1962)
- Pavel Petrovič Vjazemskij, politico, scrittore e storico russo (Varsavia, n. 1820 - San Pietroburgo, † 1888)

## Presbiteri(1)
- Pavel Chomič, presbitero russo (Governatorato di Grodno, n. 1883 - Leningrado, † 1942)

## Produttori cinematografici(1)
- Pavel Gustavovič Timan, produttore cinematografico russo (Jur'ev, n. 1881)

## Registi(7)
- Pavel Oganezovič Arsenov, regista sovietico (Tbilisi, n. 1936 - Mosca, † 1999)
- Pavel Osipovič Chomskij, regista sovietico (Mosca, n. 1925 - † 2016)
- Pavel Vladimirovič Klušancev, regista cinematografico sovietico (n. 1910 - Mosca, † 1999)
- Pavel Grigor'evič Ljubimov, regista sovietico (Mosca, n. 1938 - Mosca, † 2010)
- Pavel Lungin, regista, sceneggiatore e produttore cinematografico russo (Mosca, n. 1949)
- Pavel Petrovič Petrov-Bytov, regista e sceneggiatore russo (Bogorodsk, n. 1895 - Leningrado, † 1960)
- Pavel Čuchraj, regista e sceneggiatore russo (Bykovo, n. 1946)

## Rivoluzionari(4)
- Pavel Borisovič Aksel'rod, rivoluzionario russo (Počep, n. 1850 - Berlino, † 1928)
- Pavel Efimovič Dybenko, rivoluzionario, politico e generale sovietico (Ljudkovo, n. 1889 - Mosca, † 1938)
- Pavel Mif, rivoluzionario, storico e economista sovietico (Bol'šaja Alekseevka, n. 1901 - Mosca, † 1939)
- Pavel Ivanovič Pestel', rivoluzionario russo (Mosca, n. 1793 - Isola dei Decabristi, † 1826)

## Saltatori con gli sci(2)
- Pavel Karelin, saltatore con gli sci russo (Nižnij Novgorod, n. 1990 - Nižnij Novgorod, † 2011)
- Pavel Kustov, ex saltatore con gli sci sovietico (n. 1965)

## Scacchisti(3)
- Paul List, scacchista russo (Klaipėda, n. 1887 - Londra, † 1954)
- Pavel Ponkratov, scacchista russo (Čeljabinsk, n. 1988)
- Pavel Vladimirovič Tregubov, scacchista russo (Krasnodar, n. 1971)

## Schermidori(2)
- Pavel Bykov, schermidore russo (Novosibirsk, n. 1982)
- Pavel Suchov, schermidore russo (Kujbyšev, n. 1988)

## Sciatori alpini(1)
- Pavel Trichičev, sciatore alpino russo (Mončegorsk, n. 1992)

## Sciatori freestyle(2)
- Pavel Kolmakov, sciatore freestyle kazako (Öskemen, n. 1996)
- Pavel Krotov, sciatore freestyle russo (Jaroslavl', n. 1992 - † 2023)

## Scrittori(7)
- Pavel Petrovič Bažov, scrittore e politico sovietico (Sysert', n. 1879 - Mosca, † 1950)
- Pavel Hak, scrittore ceco (Tábor, n. 1962)
- Pavel Kohout, scrittore, drammaturgo e poeta ceco (Praga, n. 1928)
- Pavel Ivanovič Mel'nikov, scrittore russo (Nižnij Novgorod, n. 1818 - Nižnij Novgorod, † 1883)
- Pavel Pavlovič Muratov, scrittore e storico dell'arte russo (Bobrov, n. 1881 - Cappagh, † 1950)
- Pavel Jozef Šafárik, scrittore, etnografo e slavista slovacco (Kobeliarovo, n. 1795 - Praga, † 1861)
- Pavel Sanaev, scrittore, regista e sceneggiatore russo (Mosca, n. 1969)

## Scultori(2)
- Pavel Ivanovič Brjullo, scultore e pittore russo (Luneburgo, n. 1760 - San Pietroburgo, † 1833)
- Pavel Bucur, scultore romeno (Bistrita Nasuad, n. 1945 - Brașov, † 2016)

## Sociologi(1)
- Pavel Machonin, sociologo cecoslovacco (Prostějov, n. 1927 - Praga, † 2008)

## Sollevatori(3)
- Pavel Kuznecov, ex sollevatore sovietico (Strunino, n. 1961)
- Pavel Pervušin, sollevatore sovietico (Ramen'je, n. 1947 - San Pietroburgo, † 2022)
- Pavel Syrčin, sollevatore sovietico (Gubacha, n. 1957 - Perm', † 2020)

## Storici(1)
- Pavel Apollonovič Rovinskij, storico, slavista e etnografo russo (Gusëvka, n. 1831 - Pietrogrado, † 1916)

## Storici della letteratura(1)
- Pavel Janáček, storico della letteratura e critico letterario ceco (Praga, n. 1968)

## Tennisti(5)
- Pavel Hutka, ex tennista cecoslovacco (Šumperk, n. 1949)
- Pavel Kotov, tennista russo (Mosca, n. 1998)
- Pavel Složil, ex tennista e allenatore di tennis ceco (Opava, n. 1955)
- Pavel Vízner, ex tennista ceco (Praga, n. 1970)
- Pavel Šnobel, ex tennista ceco (Havířov, n. 1980)

## Velisti(1)
- Pavel Paršin, velista sovietico (Pietrogrado, n. 1919)

## Velocisti(3)
- Pavel Konovalov, ex velocista sovietico (n. 1960)
- Pavel Maslák, velocista ceco (Havířov, n. 1991)
- Pavel Trenichin, velocista russo (Serov, n. 1986)

## Vescovi cattolici(1)
- Pavel Posád, vescovo cattolico ceco (Budkov, n. 1953)

## Vescovi ortodossi(1)
- Pavel di Kolomna, vescovo ortodosso russo (Lago Onega, † 1656)

## Violinisti(2)
- Pavel Berman, violinista, direttore d'orchestra e docente russo (Mosca, n. 1970)
- Pavel Leonidovič Kogan, violinista e direttore d'orchestra russo (Mosca, n. 1952)

## Senza attività specificata(1)
- Pavel Doŭhal', ex pentatleta bielorusso (Minsk, n. 1975)